# 네비아 대 뉴욕 사건
네비아 대 뉴욕 사건(Nebbia v. New York)은 미국 연방대법원의 유명 판례이다. 뉴욕주는 낙농업자를 보호하기 위해 우유가격을 고정하는 법을 통과시켜 가격을 안정시키려 하였다. 네비아는 식료품가게 주인이었는데 최소가격 이하로 우유를 팔아 벌금을 물게 되고 위헌소송을 제기하였다.

네비아 v. 뉴욕.
의견
요강 뷰 케이스
청원인 네비아
응답자 뉴욕.
도켓 번호.531
결정됨 휴즈 코트
인용문 291 US 502 (1934)
주장되다 1933년 12월 4일 - 5일
결정됨  1934년 3월 5일
사건의 사실
대공황의 영향에 대처하기 위해 뉴욕은 1933년 우유 통제법을 채택하여 우유에 대한 최소 소매 가격을 설정하기 위해 이사회를 설립했다. 우유 1쿼트의 가격을 9센트로 책정했다. 가게 주인인 네비아는 우유 2쿼트와 빵 5센트짜리 빵 한 덩어리를 총 18센트에 제공하며 법을 위반했다.
질문
그 규정이 수정헌법 제14조의 적법절차 조항을 위반했는가?
결론
적법 절차 조항에 대한 오랜 논의 끝에 법원은 가격 통제가 일반 복지를 증진하기 위해 입법부가 채택한 정책과 "독단적이거나 차별적이거나 명백하게 관련이 없다"고 판결했기 때문에 규정은 합헌이라고 판결했다. 오웬 로버츠 대법관이 작성한 의견서에서 법원은 규정이 공익에 봉사하는 부적절한 방법이 아니라고 추론했다. 산업이 특히 공익에 묶여 있을 때, 그것은 주 경찰 권한에 더 종속된다. 법원은 합리적인 근거 검토가 충족되지 않는 한 적법 절차를 이유로 이 분야 주들의 정책 결정을 무시할 수 없다. 경제 규제에 사용되는 합리적 근거 검토는 법률이 불합리하거나 자의적이지 않고 법률과 법률이 봉사하는 이익 사이에 합리적인 관계가 있어야 한다는 것을 요구한다. 가격 규제는 그 자체로 적법 절차의 틀을 벗어나지 않습니다.
맥레이놀즈 대법관은 반 데반터, 서덜랜드, 버틀러 대법관이 참여한 반대 의견을 작성했다.